# Wyeomyia sororcula
Wyeomyia sororcula är en tvåvingeart som beskrevs av Dyar och Frederick Knab 1906. Wyeomyia sororcula ingår i släktet Wyeomyia och familjen stickmyggor.
Artens utbredningsområde är Dominikanska republiken. Inga underarter finns listade i Catalogue of Life.